# Eadbald của Kent
Eadbald là Vua của Kent từ năm 616 cho đến khi qua đời năm 640. Ông là con trai của Vua Æthelberht và Bertha, con gái của vua Mérovingiens Charibert. Æthelberht đã biến Kent thành lực lượng thống trị ở Anh trong triều đại của mình và trở thành vị vua Anglo-Saxon đầu tiên chuyển tôn giáo sang Cơ đốc giáo từ ngoại giáo Anglo-Saxon. Sự cai trị của Eadbald là một trở ngại đáng kể cho sự phát triển của nhà thờ và Cơ đốc giáo ở Kent, vì ông đã giữ lại tà giáo của mình và không chuyển đổi sang Cơ đốc giáo trong ít nhất một năm, và có lẽ trong tám năm. Cuối cùng ông đã được cải đạo bởi Laurentius hoặc Justus, li dị người vợ đầu tiên, người đã là mẹ kế của ông, do sự tác động của nhà thờ Cơ đốc. Người vợ thứ hai của Eadbald là Emma của Austrasia, có thể là một công chúa người Frank. Emma sinh cho ông hai con trai, Eormenred và Eorcenberht, và một cô con gái, Eanswith.